# Sysel obecný
Sysel obecný (Spermophilus citellus) je evropský zástupce rodu sysel. Je jako všichni ostatní veverkovití zástupcem řádu hlodavců. Na rozdíl od příbuzné veverky je to hlodavec zemní.

## Popis
- Sysel dorůstá délky okolo 20 centimetrů a dosahuje váhy 200–400 gramů.
- Má hustý, hnědavý, přiléhavý kožich.
- Sysel má velké oči, malé ušní boltce a krátký ocas.
- Čtyřprsté přední končetiny jsou o hodně kratší než zadní.

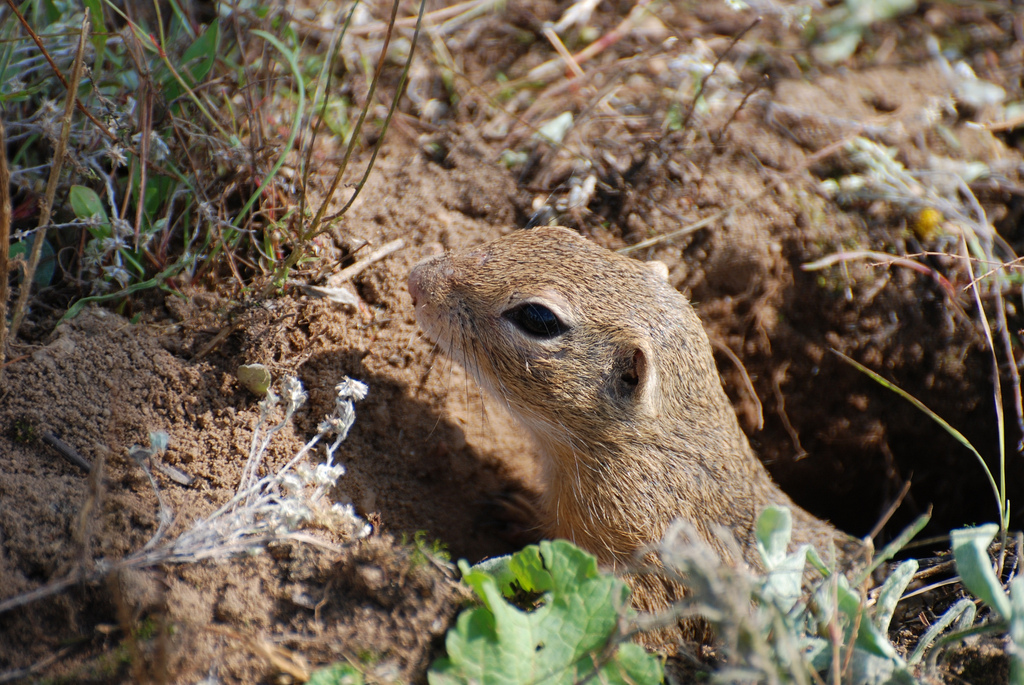
Sysel vylézající z nory (Głębowice, Dolnoslezské vojvodství, Polsko)

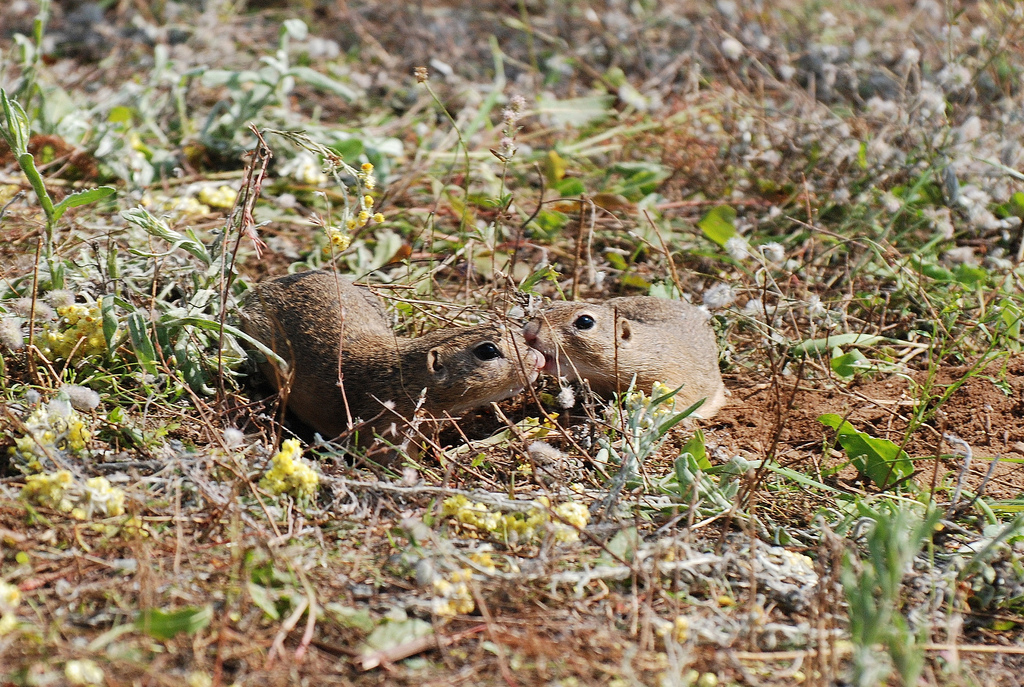
Mladí syslové v kolonii (Głębowice, Dolnoslezské vojvodství, Polsko)

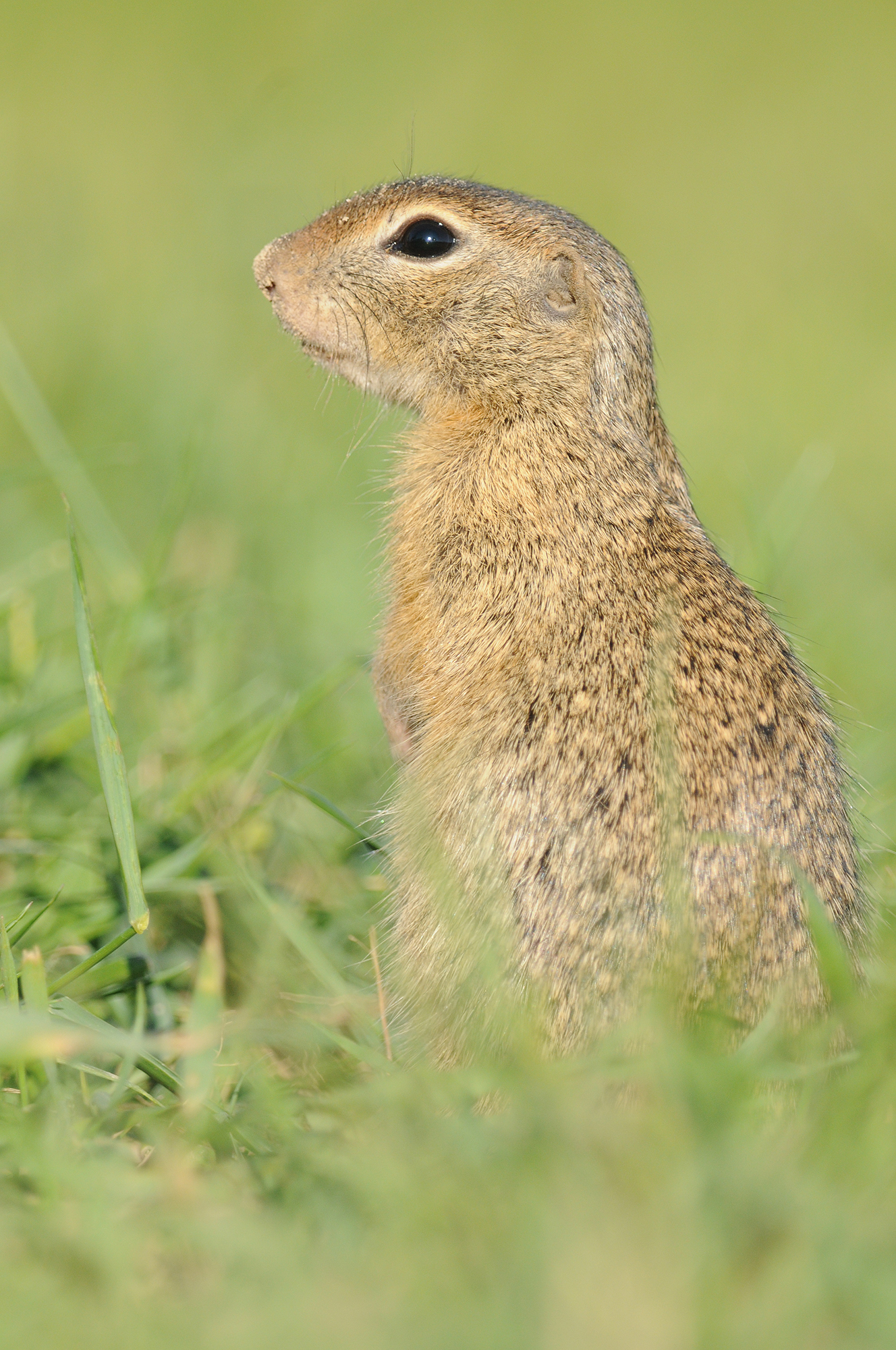

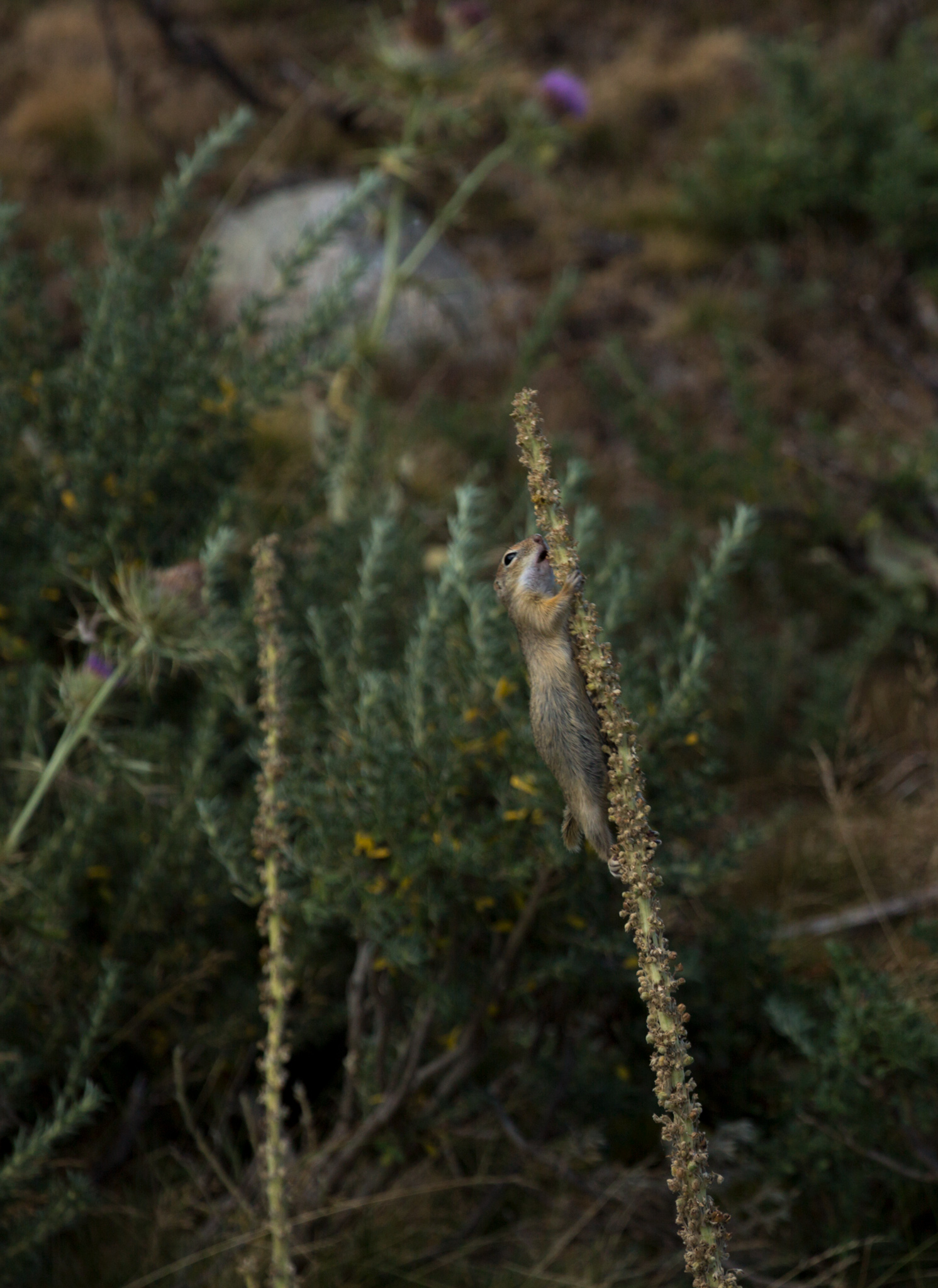
Sysel krmící se semeny divizny

## Rozšíření
V současnosti (2015) žije pouze ve střední a jihovýchodní Evropě. Areál (mezi 12° 40’ a 29° 00’ východní délky a 40° 20’ a 51° 00’ severní šířky) tvoří dva hlavní fragmenty a řadu izolovaných populací podél severního, jižního a východního okraje areálu. Vysokohorské populace jsou většinou izolované. Nejsevernejší kolonie syslů je v Hodkovicích nad Mohelkou, nejzápadnější v Olšových Vratech. Českou republikou tedy probíhá severozápadní okraj areálu. Na jihu se sysel dostává až do severní části Řecka a částečně do evropské oblasti Turecka. Východní hranice rozšíření sysla je na západě Ukrajiny.
Na většině území České republiky došlo za posledních deset let k velkému poklesu početnosti, což často vedlo k silně ostrůvkovitému výskytu až k lokálnímu vymírání. Takzvané stepní prvky tvoří v současnosti asi 10 % naší fauny, což je umožněno především díky využívání tzv. druhotných stepí neboli zemědělsky využívané krajině. Na rozdíl od ČR je na Slovensku a v Maďarsku množství kolonií, které jsou propojené a migrační koridory mezi nimi jsou zachovány.

## Způsob života
Sysel je denní zvíře. Hloubí si nory, ve kterých spí. Vyskytuje se na místech s trvale nízkým travním porostem, aby měl přehled o blížících se predátorech. Díky tomu si často k životu vybírá travnatá sportovní letiště nebo golfová hřiště. Převážnou část jeho potravy tvoří rostliny, kterou doplňuje i drobnými živočichy.
Zimu sysel stráví hibernací. Nevytváří si žádné potravinové zásoby. Během hibernace dojde ke snížení dechové a tepové frekvence společně s velkým snížením jeho tělesné teploty. Hibernace trvá 150–210 dní a sysel se z ní probouzí v březnu nebo v dubnu.

## Ochrana
Sysel je kvalifikován jako kriticky ohrožený druh (C1) a podléhá ochraně z celoevropského hlediska (dle zákona č. 114/1992 Sb. a vyhlášky č. 395/1992 Sb.).
Na území České republiky vede Agentura ochrany přírody a krajiny ČR Záchranný program sysla obecného, který byl poprvé přijat Ministerstvem životního prostředí ČR v roce 2008. V roce 2005 byl výskyt sysla obecného zjištěn pouze na 28 lokalitách v ČR. Většina ze zjištěných populací byla izolovaná, velmi málo početná a neměla daleko k úplnému zániku. Součástí záchranného programu je kromě péče o původní zdrojové populace také zakládání nových (reintrodukovaných) populací syslů na vhodných lokalitách. V roce 2024 je v Česku sledováno čtyřicet lokalit s odhadovanou populací asi šesti tisíc zvířat. Oblastí výskytu je zejména České středohoří a jižní Morava a známé jsou také kolonie na letišti v Kolíně, ve Velké Dobré, ve Strakonicích nebo v Mladé Boleslavi (Přírodní památka Radouč). Na území Prahy byla v roce 2018 za vymřelou označena tradiční kolonie na pražském letišti v Letňanech, v které v roce 2007 žilo téměř 600 jedinců (pětina celé tehdejší české populace), ale část letňanských syslů se v mezičase stala základem nové populace, která byla v roce 2006 založena v areálu Zoo Praha. V létě 2024 bylo právě z kolonie žijící v pražské zoo vybráno 30 jedinců různého věku k založení nové kolonie na lokalitě Dívčí hrady - vysazeni byli do prostoru ohrady určené od roku 2021 pro pastvu koně Převalského.

## Galerie

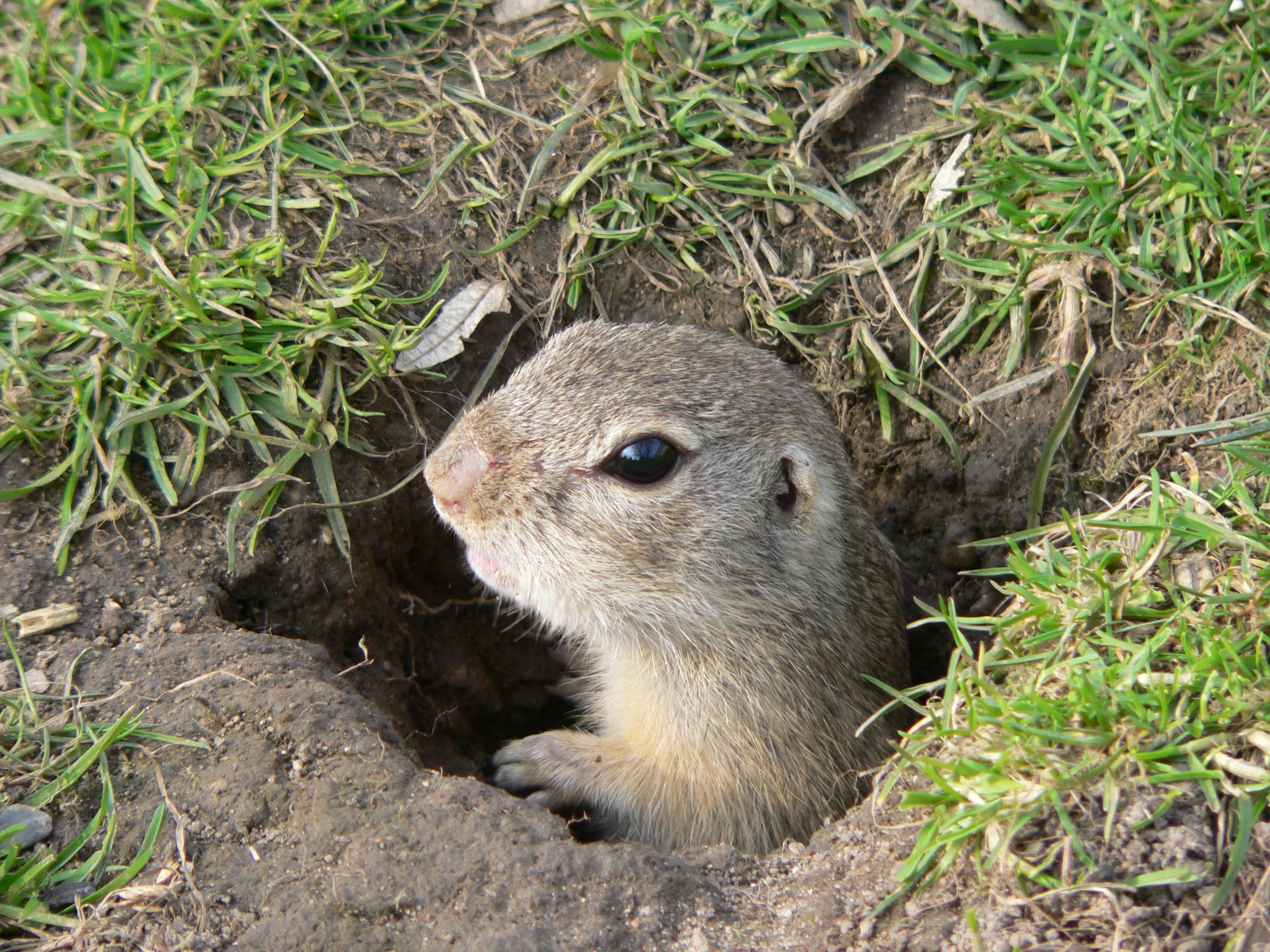
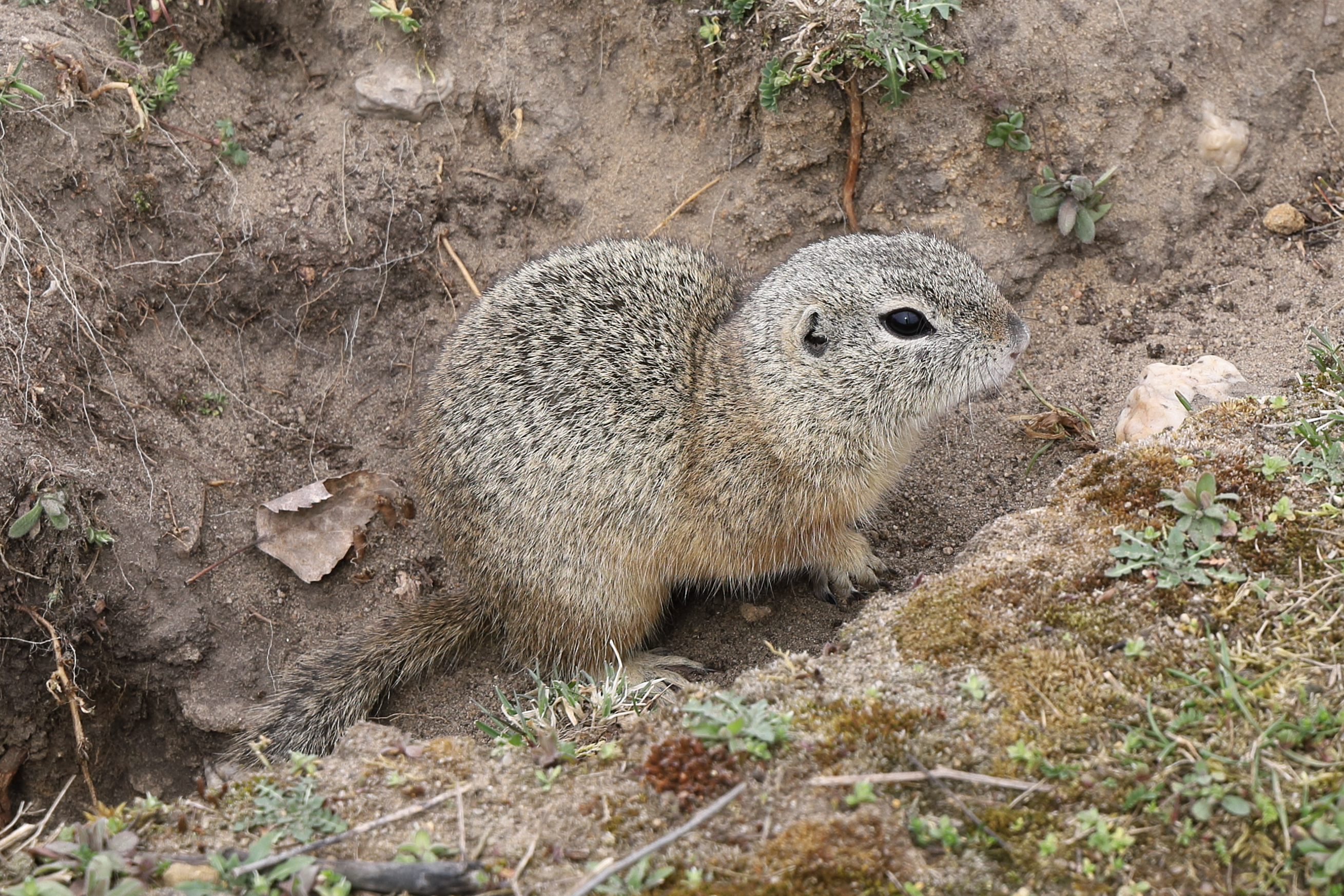
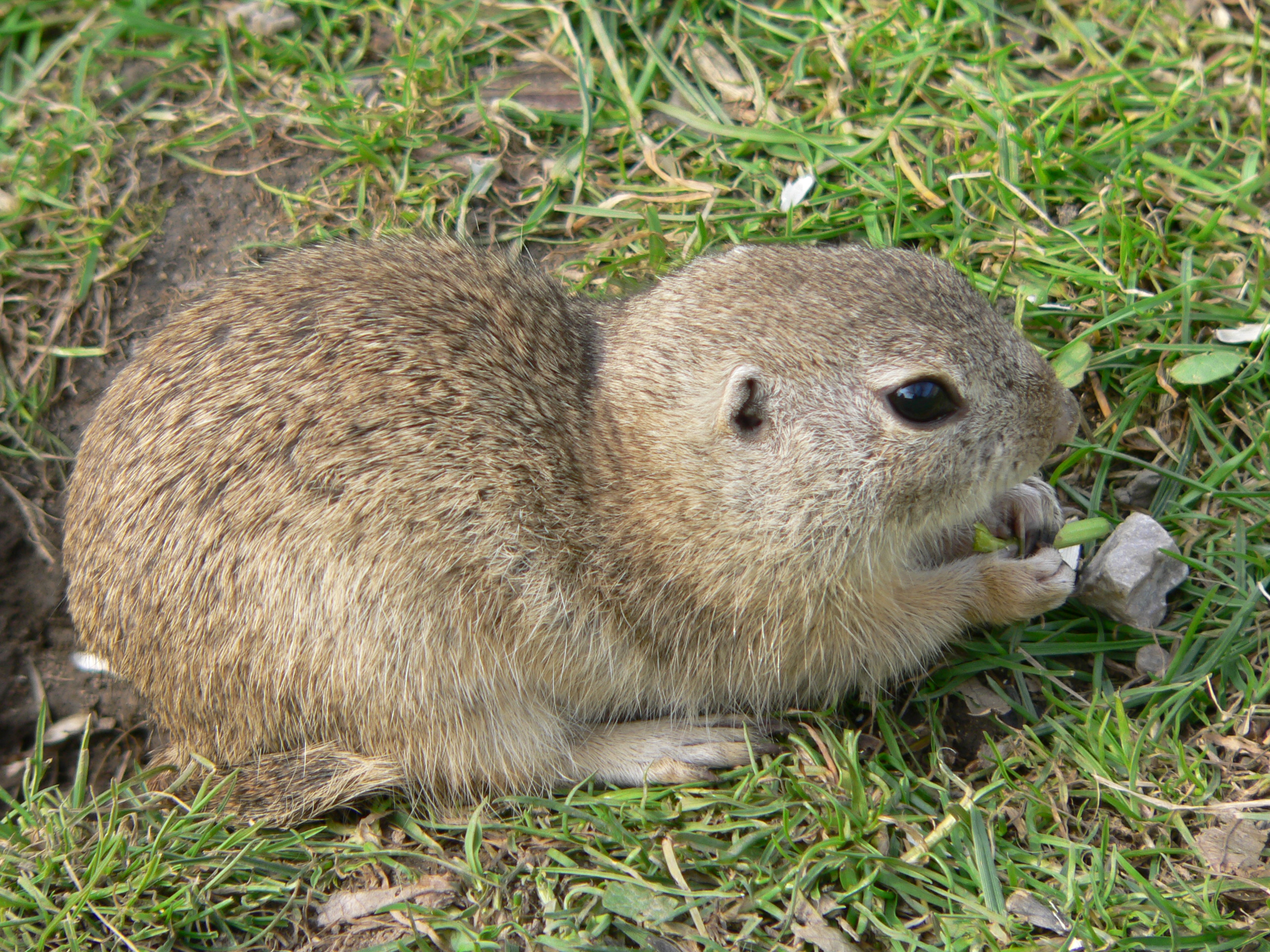
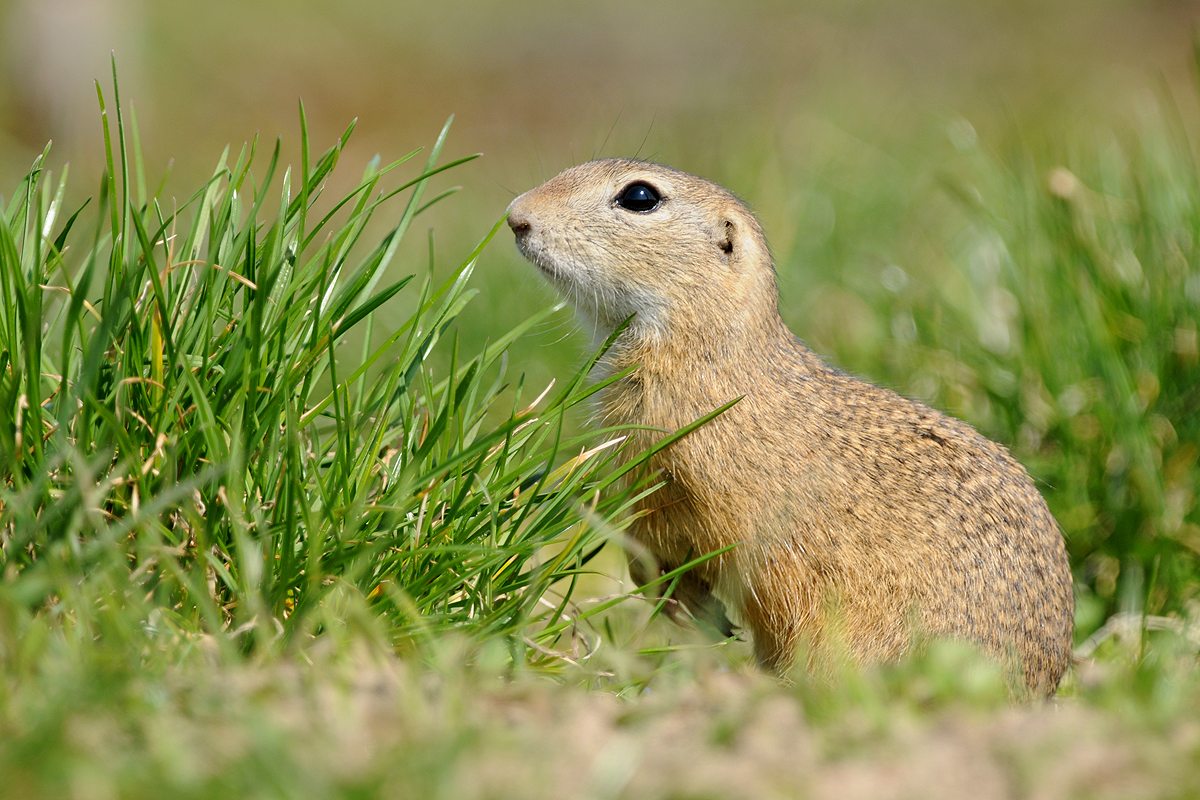
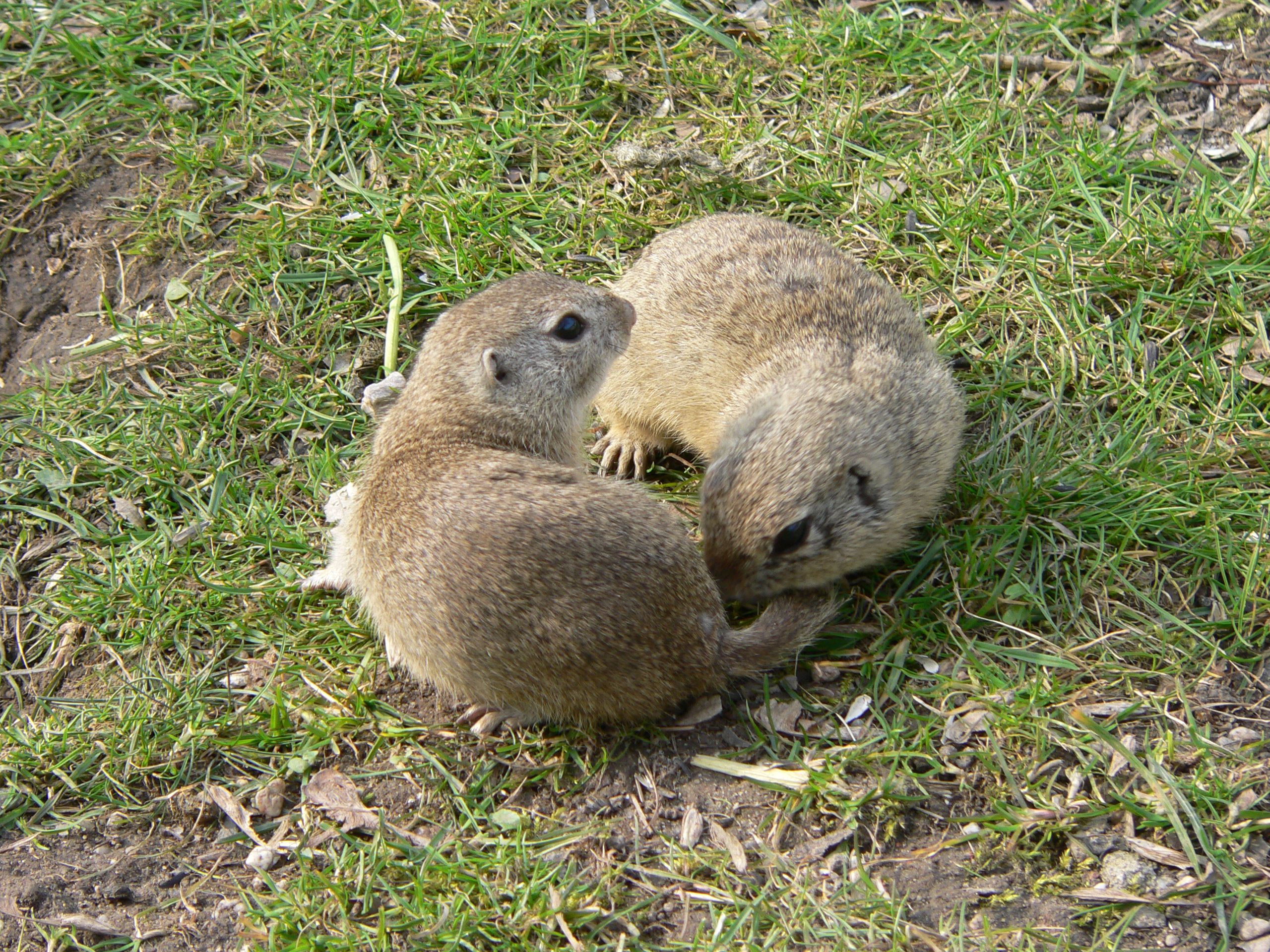
Vzájemné očichávání
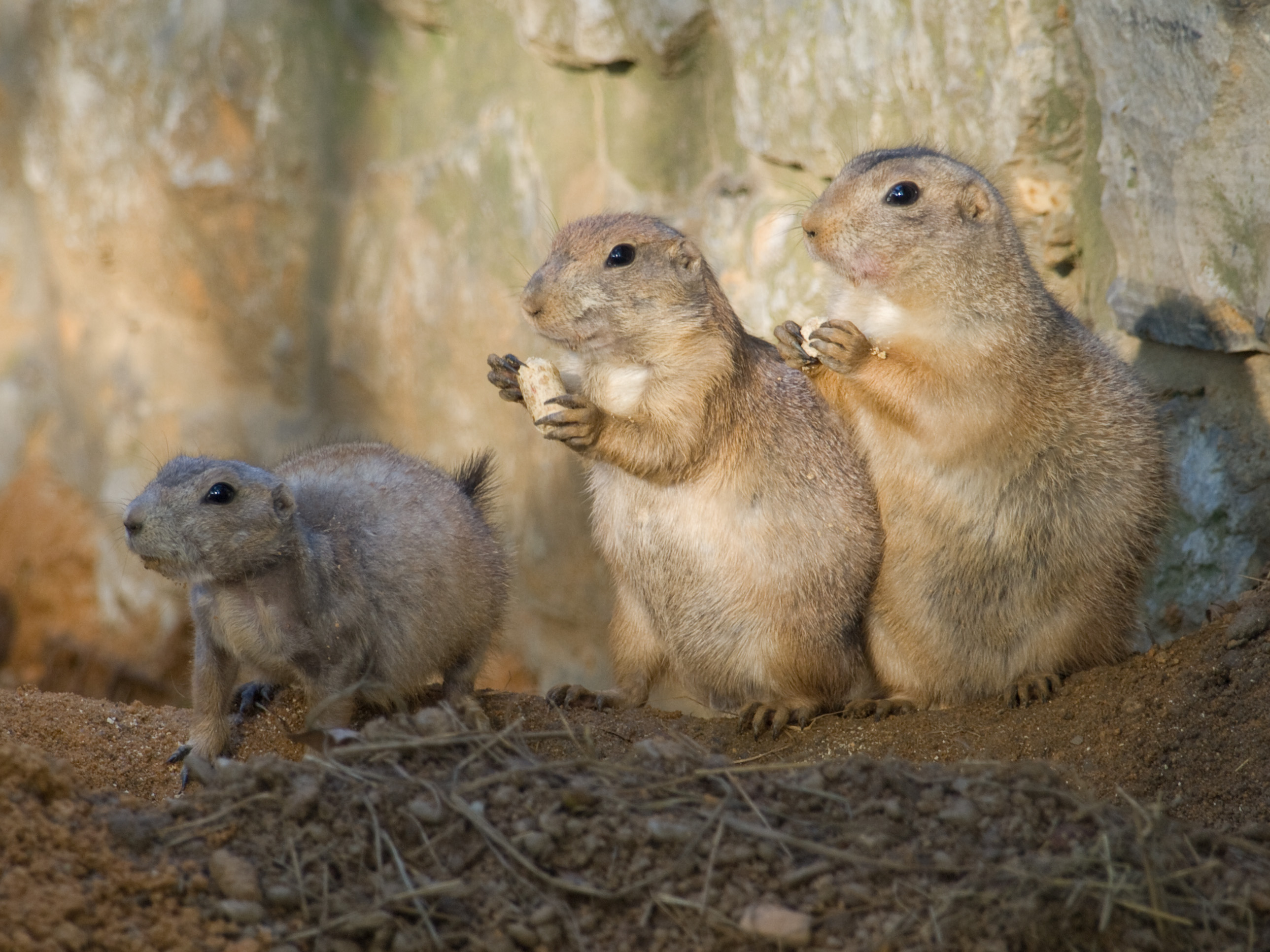
Sysli v Zoo Praha

#### Video
- Sysel obecný (Spermophilus citellus) Česká televize, ČT edu (3.19 min.) [2022-07-21]